# 愛沙尼亞駐外機構列表

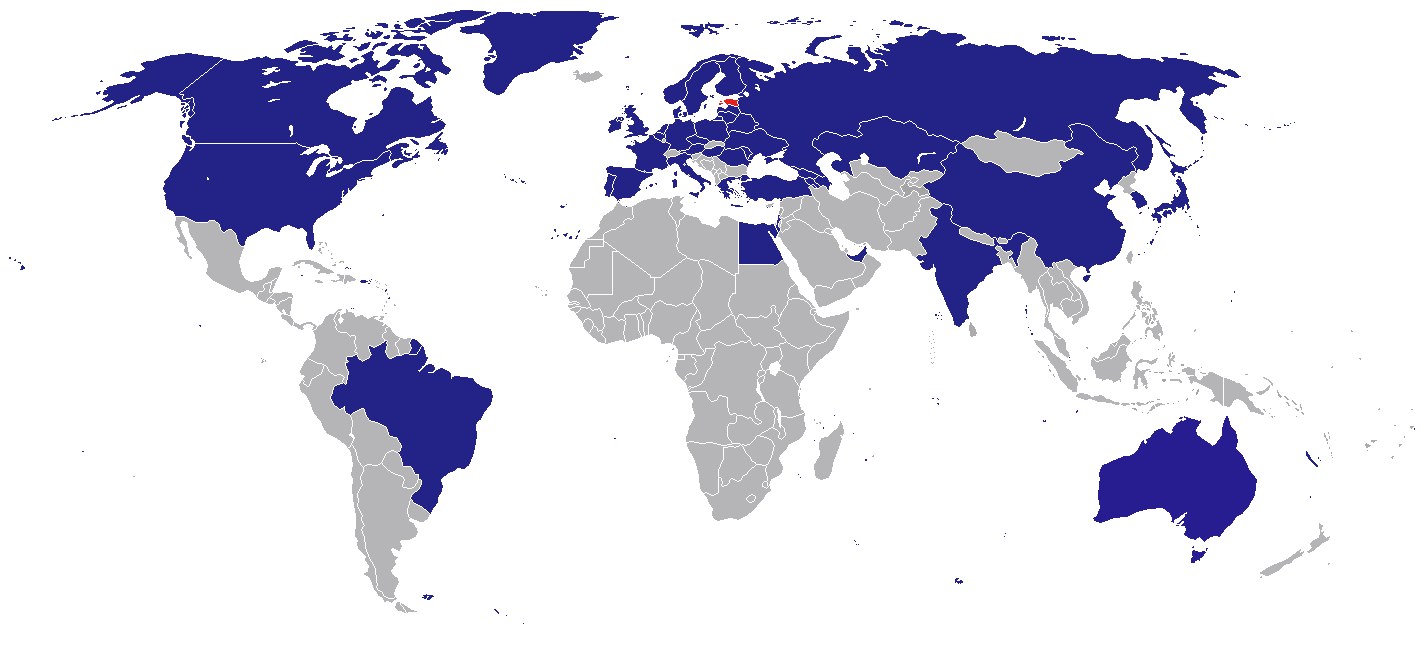
愛沙尼亞駐外機構分佈圖

本列表列出了欧洲国家愛沙尼亞在世界各国所设立的外交代表机构。

## 非洲
- 埃及
  - 愛沙尼亞駐埃及大使館（開羅）

## 美洲
- 加拿大
  - 愛沙尼亞駐加拿大大使館（渥太華）
- 美国
  - 愛沙尼亞駐美國大使館（華盛頓特區）

## 亞洲
- 中华人民共和国
  - 北京（大使馆）
- - 愛沙尼亞駐格魯吉亞大使館（第比利斯）
- 印度
  - 愛沙尼亞駐印度大使館（新德里）
- 以色列
  - 愛沙尼亞駐以色列大使館（特拉維夫）
- 日本
  - 愛沙尼亞駐日本大使館（東京）
- - 阿斯塔納（大使館）[1]
- 新加坡
  - 新加坡（大使館）[2]
- - 首爾（大使館）[3]
- 土耳其
  - 愛沙尼亞駐土耳其大使館（安卡拉）
- 阿联酋
  - 阿布扎比（大使館）[4]

## 歐洲
- 奥地利
  - 愛沙尼亞駐奧地利大使館（維也納）
- 比利时
  - 愛沙尼亞駐比利時大使館（布魯塞爾）
- 捷克
  - 愛沙尼亞駐捷克大使館（布拉格）
- 丹麦
  - 愛沙尼亞駐丹麥大使館（哥本哈根）
- 芬兰
  - 愛沙尼亞駐芬蘭大使館（赫爾辛基）
- 法國
  - 愛沙尼亞駐法國大使館（巴黎）
- 德国
  - 愛沙尼亞駐德國大使館（柏林）
- 希腊
  - 愛沙尼亞駐希臘大使館（雅典）
- 匈牙利
  - 愛沙尼亞駐匈牙利大使館（布達佩斯）
- 爱尔兰
  - 愛沙尼亞駐愛爾蘭大使館（都柏林）
- 義大利
  - 愛沙尼亞駐意大利大使館（羅馬）
- 拉脫維亞
  - 愛沙尼亞駐拉脫維亞大使館（里加）
- 立陶宛
  - 愛沙尼亞駐立陶宛大使館（維爾紐斯）
- 荷蘭
  - 愛沙尼亞駐荷蘭大使館（海牙）
- 挪威
  - 愛沙尼亞駐挪威大使館（奧斯陸）
- 波蘭
  - 愛沙尼亞駐波蘭大使館（華沙）
- 葡萄牙
  - 愛沙尼亞駐葡萄牙大使館（里斯本）
- 羅馬尼亞
  - 愛沙尼亞駐羅馬尼亞大使館（布加勒斯特）
- 俄羅斯
  - 莫斯科（大使馆）[5]
- 西班牙
  - 愛沙尼亞駐西班牙大使館（馬德里）
- 瑞典
  - 愛沙尼亞駐瑞典大使館（斯德哥爾摩）
- 乌克兰
  - 愛沙尼亞駐烏克蘭大使館（基輔）
- 英国
  - 愛沙尼亞駐英國大使館（倫敦）

## 大洋洲
- - 坎培拉（大使馆）[6]

## 國際組織
- 联合国
  - 愛沙尼亞常駐聯合國代表團（紐約）